# Jenóclides de Calcis
Jenóclides (en griego antiguo: Ξενοκλείδης, en latín: Xenocleides) fue un gobernante de Calcis, en Eubea, del siglo II a. C.
Tras la expulsión de Eutímides, Jenóclides logró el gobierno junto con Mictión. Cuando la ciudad de Calcis fue amenazada por Antíoco III el Grande y la Liga Etolia, él y Mictión, dirigentes de la ciudad, pidieron ayuda a Eretria y Caristo. La liga Aquea decidió enviar ayuda y Jenóclides pudo hacer entrar a estas tropas antes de ser interceptadas por Antíoco. Cuando el rey llegó a Áulide, la población de Calcis le abrió las puertas pese a la oposición de Mictión y Jenóclides, fieles al partido romano. Cuando Antíoco entró en la ciudad, los partidarios de los romanos se retiraron, según dice Tito Livio.